# Seán
Seán (en gallego y oficialmente, O Seán) es una aldea española situada en la parroquia de Boiro, del municipio de Boiro, en la provincia de La Coruña, Galicia.

## Demografía
| Gráfica de evolución demográfica de Seán entre 2000 y 2018 |
|                                                            |
| Datos según el nomenclátor publicado por el INE.           |